# Trichorhina vandeli
Trichorhina vandeli is een pissebed uit de familie Platyarthridae. De wetenschappelijke naam van de soort is voor het eerst geldig gepubliceerd in 1955 door Rioja.